# Sol (Madrid)
Sol is een wijk (barrio) van de Spaanse hoofdstad Madrid. Het is een van de zes wijken die samen het district Centro vormen. Het omvat de Puerta del Sol, waar de zetel van de regering van de autonome gemeenschap van Madrid is gevestigd, alsook het nulpunt van de zes snelwegen van Spanje. Van alle buurten in stadsdeel Centro is Sol het minst dichtbevolkt, met in totaal 7.422 inwoners en een bevolkingsdichtheid van 16.868 inwoners/km².

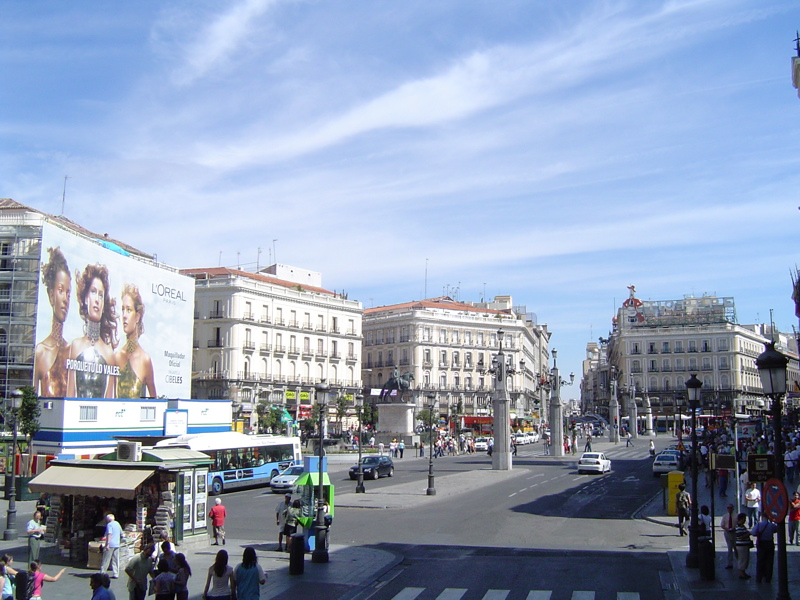
Puerta del Sol